# Cerco de Figueras
O cerco de Figueras, que durou de 10 de abril a 19 de agosto de 1811, viu a guarnição do Reino da Espanha do Castelo de Sant Ferran (Fortaleza de São Fernando) liderada pelo General de Brigada Juan Antonio Martínez defender contra uma força do Primeiro Império Francês comandada pelo Marechal Étienne Jacques MacDonald e seu representante Louis Baraguey d'Hilliers. Martínez e seus homens resistiram muito mais do que o esperado, mas acabaram mortos de fome a ponto de render a fortaleza, que ficava perto de Figueras. A ação ocorreu durante a Guerra Peninsular, parte das Guerras Napoleônicas.
Na noite de 9 para 10 de abril de 1811, uma força guerrilheira espanhola liderada pelo padre Francesc Rovira i Sala tomou o Castelo de Sant Ferran de sua guarnição italiana em um golpe de mão bem executado. Em poucos dias, a fortaleza estava guarnecida por 3.000 milicianos catalães e 1.500 soldados regulares espanhóis, e colocada sob o comando de Martínez. Um furioso Imperador Napoleão exigiu que o forte estratégico fosse retomado e 15.000 soldados imperiais foram reunidos para esse fim. MacDonald implorou a Louis-Gabriel Suchet por reforços, mas este general recusou-se a enviar um único soldado e prosseguiu com o seu pretendido Cerco de Tarragona. Quando Suchet investiu sobre Tarragona, Luis González Torres de Navarra, o Marquês de Campoverde, à frente do Exército da Catalunha, retirou imediatamente as divisões de Pedro Sarsfield e Joaquín Ibáñez Cuevas y de Valonga, o Barão de Eroles das proximidades de Figueras e avançou para defender Tarragona.
MacDonald não fez qualquer tentativa de romper as muralhas de Sant Ferran com tiros de canhão. Em vez disso, esperou que a fome o obrigasse a render-se. Com a comida quase acabando, Martínez lançou uma tentativa de fuga, mas não conseguiu romper as linhas de cerco. Quando a guarnição capitulou, 4.000 sitiantes haviam morrido, principalmente de malária, disenteria e outras doenças. Dos defensores, 1.500 morreram em decorrência da ação inimiga e da fome, 2.000 marcharam para o cativeiro e 1.000 estavam tão gravemente feridos ou doentes no hospital da fortaleza, que não puderam partir. Embora os espanhóis tenham perdido Sant Ferran no final e não tenham conseguido impedir Suchet de capturar Tarragona, eles imobilizaram todo o VII Corpo do Grande Armée durante o verão de 1811.

## Antecedentes

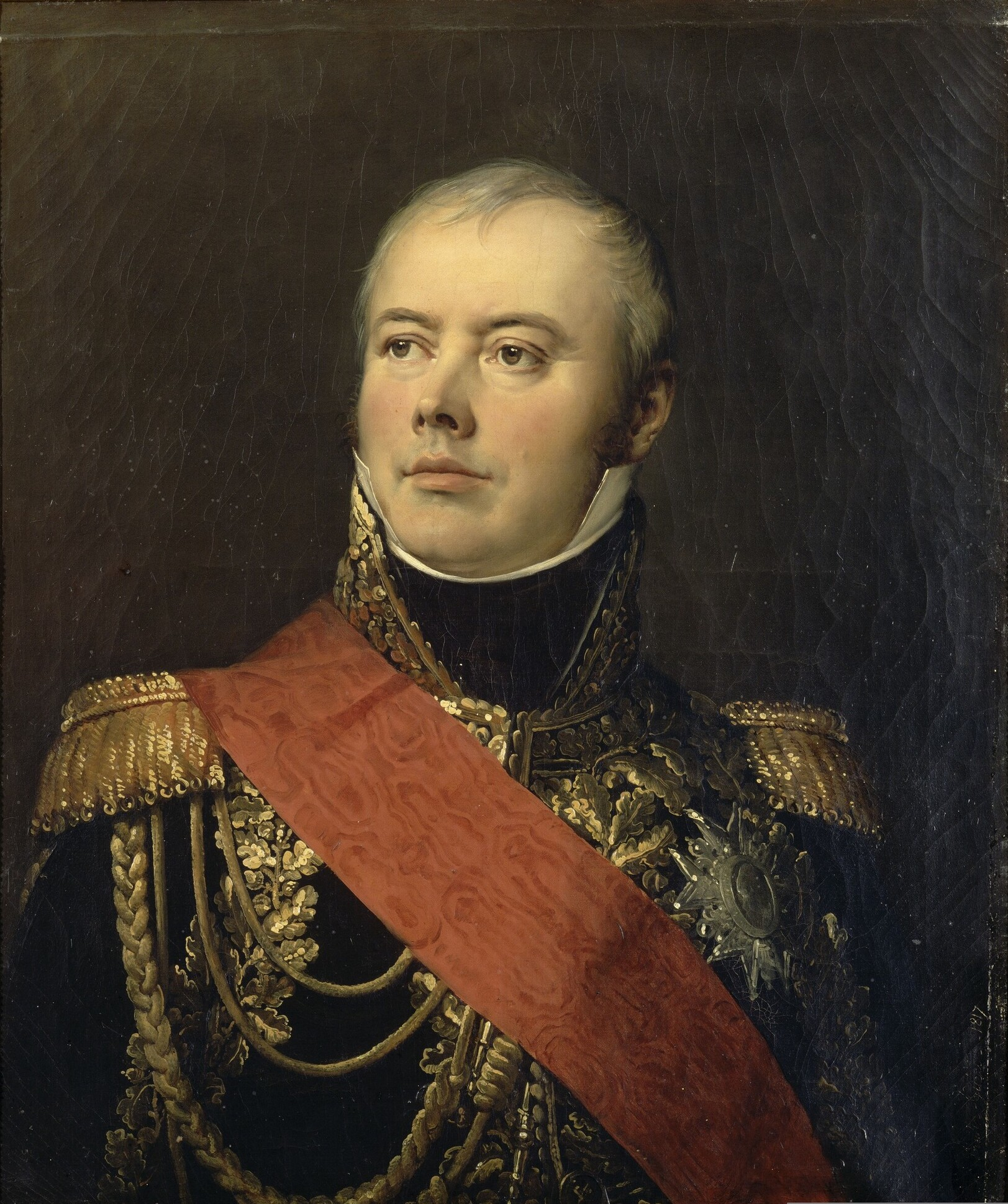
Jacques MacDonald. Retrato de um homem ligeiramente calvo em pose heroica com a cabeça inclinada para trás. Ele veste um uniforme azul-escuro de marechal com uma elaborada faixa dourada e uma grande faixa vermelha no ombro direito

Em 2 de janeiro de 1811, o General de Divisão Louis-Gabriel Suchet concluiu com sucesso o Cerco de Tortosa quando sua guarnição espanhola de 3.974 homens capitulou. Depois, Suchet deixou o General de Brigada Pierre-Joseph Habert e uma guarnição francesa em Tortosa e marchou sob escolta com seus prisioneiros de volta para Zaragoza. Livre da responsabilidade de cobrir o cerco, o Marechal Jacques MacDonald moveu suas forças em direção a Valls, onde se deparou com o inimigo.  Na Batalha de El Pla, em 15 de janeiro, a vanguarda de MacDonald recebeu uma surra da divisão do General Pedro Sarsfield e o General de Brigada Francesco Orsatelli Eugenio foi mortalmente ferido. Em vez de vingar o revés, MacDonald optou por forçar a marcha de seu corpo de 12.000 homens para Montblanc na noite do dia 16. De lá, mudou-se para Lérida.
Irritado com o desempenho medíocre de MacDonald, o Imperador Napoleão Bonaparte limitou sua esfera de operações ao norte da Catalunha e atribuiu os territórios a sudoeste de Barcelona a Suchet. Além disso, Napoleão insistiu que MacDonald entregasse 17.000 soldados ao seu colega. O imperador ordenou que Suchet capturasse Tarragona e prometeu-lhe uma promoção a marechal se tivesse sucesso. Consequentemente, Suchet completou a reorganização de seu exército e avançou em direção a Tarragona em abril de 1811. Mas em 21 de abril, Suchet recebeu a chocante notícia de que a fortaleza de Figueres havia sido tomada pelos guerrilheiros catalães.  Tanto MacDonald quanto o governador de Barcelona, General de Divisão David-Maurice-Joseph Mathieu de La Redorte imploraram a Suchet que enviasse ajuda, mas ele não os atendeu. Suchet calculou que, quando enviasse uma ou duas divisões para ajudar, um mês já teria se passado. Ele previu que Napoleão poderia enviar reforços mais rapidamente da França para Figueras, a apenas 32 km da fronteira. Mais tarde, quando o imperador soube da ação de Suchet, aprovou-a enfaticamente.
Em 1811, o Castelo de Sant Ferran tinha cerca de 60 anos. A imponente cidadela foi projetada e construída durante o reinado do Rei Fernando VI de Espanha e recebeu o nome de São Fernando (Sant Ferran). Com a forma de um recinto circular abaluartado, a fortaleza erguia-se sobre uma colina com vista para Figueres e para a rodovia de Barcelona a Perpignan, na França. Para chegar ao portão principal, o invasor tinha que subir uma ladeira íngreme por uma estrada com várias curvas. A fortaleza de Sant Ferran capitulou diante do exército da Primeira República Francesa do General de Divisão Catherine-Dominique de Pérignon em 28 de novembro de 1794. Este evento ocorreu oito dias após a derrota espanhola na Batalha da Montanha Negra durante a Guerra dos Pireneus.
Em 18 de março de 1808, 200 soldados do Primeiro Império Francês pediram para entrar nos recintos da fortaleza e foram autorizados, pois acreditava-se que os franceses eram aliados. Uma vez lá dentro, eles tomaram o portão principal e o abriram para um regimento inteiro. A guarnição espanhola, atordoada, foi rapidamente expulsa. Desde a sua captura, os franceses usaram Sant Ferran como uma importante base de suprimentos para os cercos de Roses em 1808 e Girona em 1809. Mas, após três anos, os generais franceses se tornaram displicentes e, em abril de 1811, o forte chave era mantido apenas por um batalhão provisório italiano.

## Golpe de Rovira

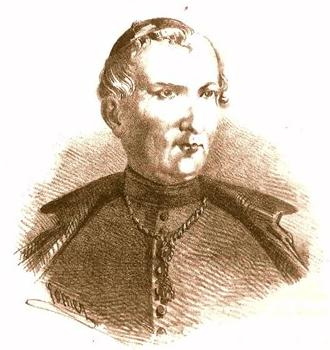
Francesc Rovira i Sala. Impressão sépia de um homem em trajes sacerdotais.

O general de brigada François Gilles Guillot era o governador da fortaleza. Sua guarnição era composta por substitutos do Reino da Itália e do Reino de Nápoles, aliados da França. Guillot era "negligente e despreocupado", segundo o historiador Charles Oman. O pequeno tamanho da guarnição e a negligência do governador inspiraram o padre guerreiro Francesc Rovira i Sala e os líderes dos miquelets (milicianos catalães) a tentarem tomar o forte em um golpe de mão. Rovira mantinha contato com três jovens espanhóis que tinham acesso ao forte e se apresentavam como pró-franceses. Juan Márquez era servo de Bouclier, o comissário da fortaleza, enquanto os irmãos Ginés e Pedro Pons eram funcionários do armazém. Márquez conseguiu fazer cópias das chaves de um portão lateral e dos depósitos. Rovira solicitou ajuda ao comandante do Exército da Catalunha, Capitão-General Luis Gonzalez Torres de Navarra, Marquês de Campoverde, e o general prometeu apoio à operação.

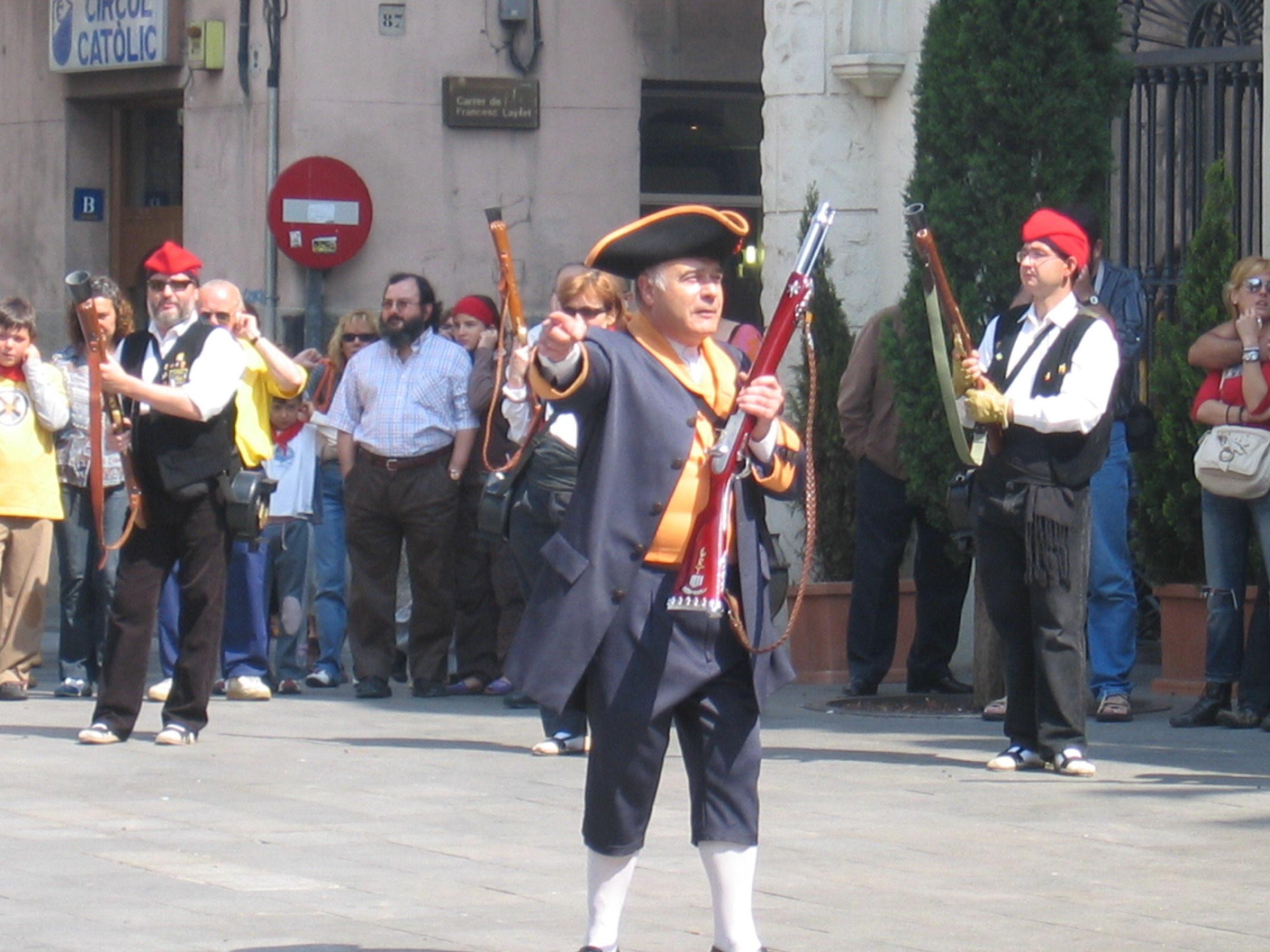
Reencenações modernas de miquelets. A foto mostra um homem em trajes do início do século XIX, com um rifle curto. Ele veste um casaco e calças azuis com um colete amarelo, um chapéu tricorne preto com detalhes amarelos e meias brancas até o joelho.

Em 7 de abril de 1811, Rovira e seus tenentes reuniram 2.000 miquelets ao norte de Olot nos Pireneus e lançaram um ataque de finta contra a França. No dia 9, os miquelets mudaram de curso e seguiram para Figueres, chegando lá ao anoitecer. À 1h da manhã de 10 de abril, um corpo de 700 homens sob o comando dos capitães Casas e Llovera se esgueirou até o portão traseiro, onde Márquez e os irmãos Pons aguardavam.  A finta de Rovira alertou a guarnição, e grande parte dela havia marchado nas colinas o dia todo, em uma tentativa inútil de capturar os guerrilheiros. Após destrancar o portão lateral, os miquelets entraram no forte. Os napolitanos que formavam a guarda principal do portão principal foram atacados por trás e subjugados. Guillot foi capturado na cama, enquanto suas tropas sonolentas eram derrotadas em detalhes ao saírem cambaleantes do quartel. Em uma hora, a fortaleza estava nas mãos dos guerrilheiros catalães, que abriram os portões para receber seus compatriotas. No dia seguinte, 2.000 guerrilheiros ocuparam a cidadela. 
Guillot e cerca de 900 italianos foram capturados, com 35 mortos e feridos. Rovira e seus homens também apreenderam centenas de canhões, 16.000 mosquetes, enormes estoques de calçados e roupas, quatro meses de provisões para 2.000 homens e 400.000 francos. Os guerrilheiros perderam cerca de 25 homens mortos e feridos. O Imperador Napoleão ficou furioso com a perda da cidadela e ordenou que 14.000 homens fossem reunidos para sua recaptura.
O General de Divisão Luigi Gaspare Peyri com um batalhão de reforço italiano chegou à cidade de Figueres no dia 9. Ele estava a caminho para assumir o comando da divisão do General de Divisão Domenico Pino.  Após alguns soldados escaparem para avisá-lo de que o forte estava tomado, Peyri reuniu seus 650 homens e recuou para o sul, para Bàscara. Notificado do desastre, o General de Divisão Louis Baraguey d'Hilliers enviou a Peyri um batalhão de infantaria e um esquadrão de cavalaria. D'Hilliers disse a Peyri para retornar a Figueres e ficar de olho na fortaleza enquanto ele reunia reforços.

## Tentativa de socorro

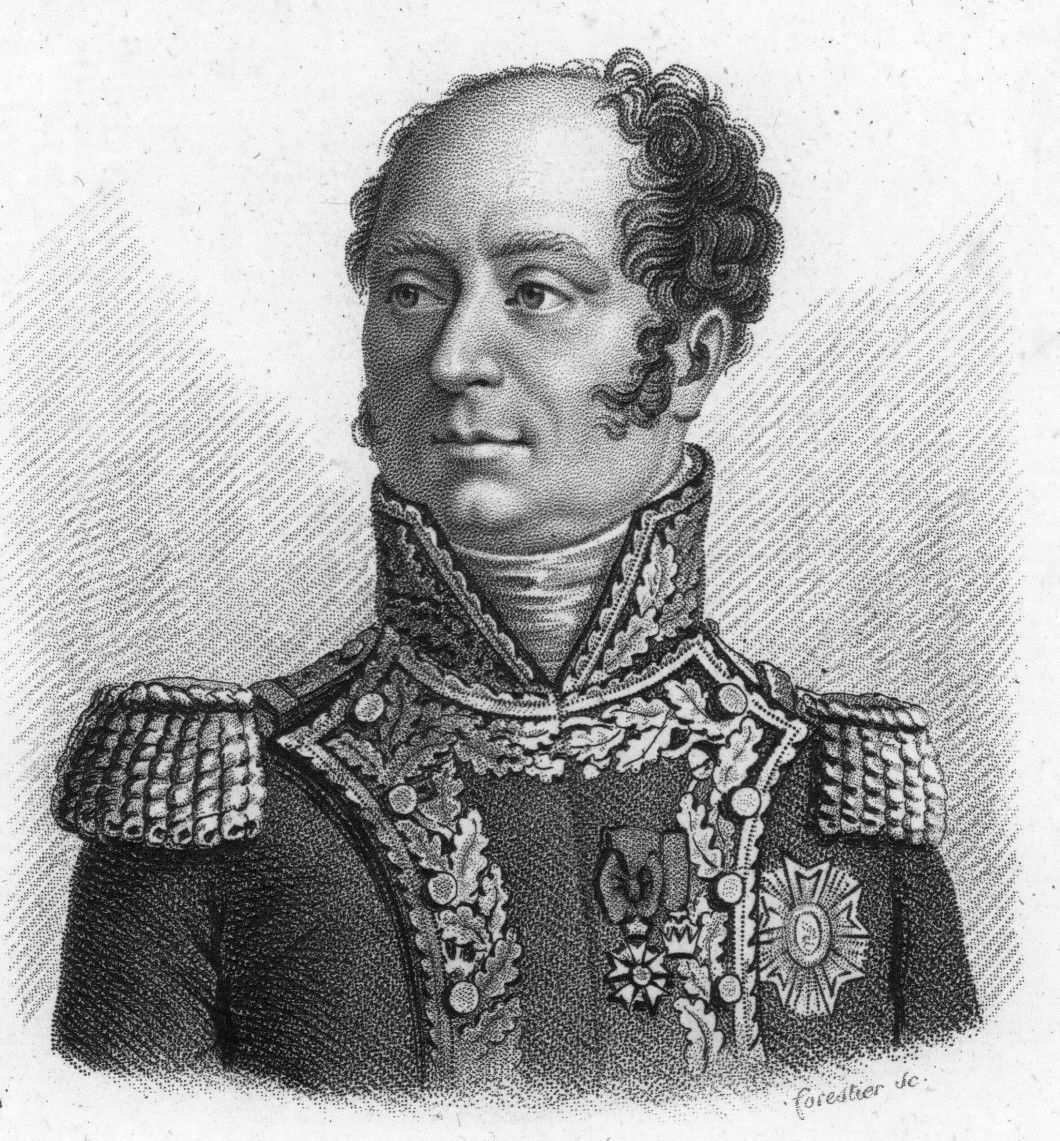
Louis Baraguey d'Hilliers. Gravura em preto e branco de um homem com covinha no queixo e cabelo encaracolado, exceto pela grande calva no topo. Ele veste um uniforme escuro com gola alta, dragonas e muitas tranças.

Com 1.300 soldados, Peyri retornou a Figueras e fortificou a cidade. No entanto, suas forças eram fracas demais para interferir com Rovira, que trouxe mais miquelets para Sant Ferran. Rovira nomeou o General de Brigada Juan Antonio Martínez para comandar a fortaleza, que era guarnecida por 3.000 miquelets uma semana após sua captura. Antes que pudesse levar ajuda a Peyri, d'Hilliers teve que convocar várias pequenas guarnições. Ele também se preocupava com uma ameaça da Marinha Real Britânica ao porto de Roses. Passada uma semana, d'Hilliers reuniu 2.000 reforços e os trouxe para Figueres. Enquanto isso, o General de Divisão François-Jean-Baptiste de Quesnel chegou da França com três batalhões regulares e os batalhões da Guarda Nacional Francesa de Haute-Garonne e Gers. Com 6.500 soldados de infantaria e 500 de cavalaria disponíveis, d'Hilliers impôs um bloqueio a Sant Ferran em 17 de abril.
Enquanto isso, o General Joaquín Ibáñez Cuevas y de Valonga, Barão de Eroles, marchou com uma parte de sua divisão de Martorell para Figueres. Ao longo do caminho, ele eliminou guarnições francesas em Olot e Castellfollit de la Roca, capturando 548 prisioneiros. Eroles trouxe seus soldados espanhóis regulares para Sant Ferran no dia 16. Ao mesmo tempo, a guerrilha tornou-se muito ativa em toda a Catalunha e causou muita preocupação a d'Hilliers.  Logo, a divisão do General de Brigada Louis Auguste Marchand Plauzonne estava em marcha de Languedoc e Provença. Começou a chegar no final de abril e eventualmente incluiria vários regimentos de infantaria franceses. Antes de todas essas tropas se concentrarem em Figueres, a posição francesa no norte da Catalunha era muito vulnerável. Foi em 16 de abril que MacDonald apelou a Suchet por ajuda.

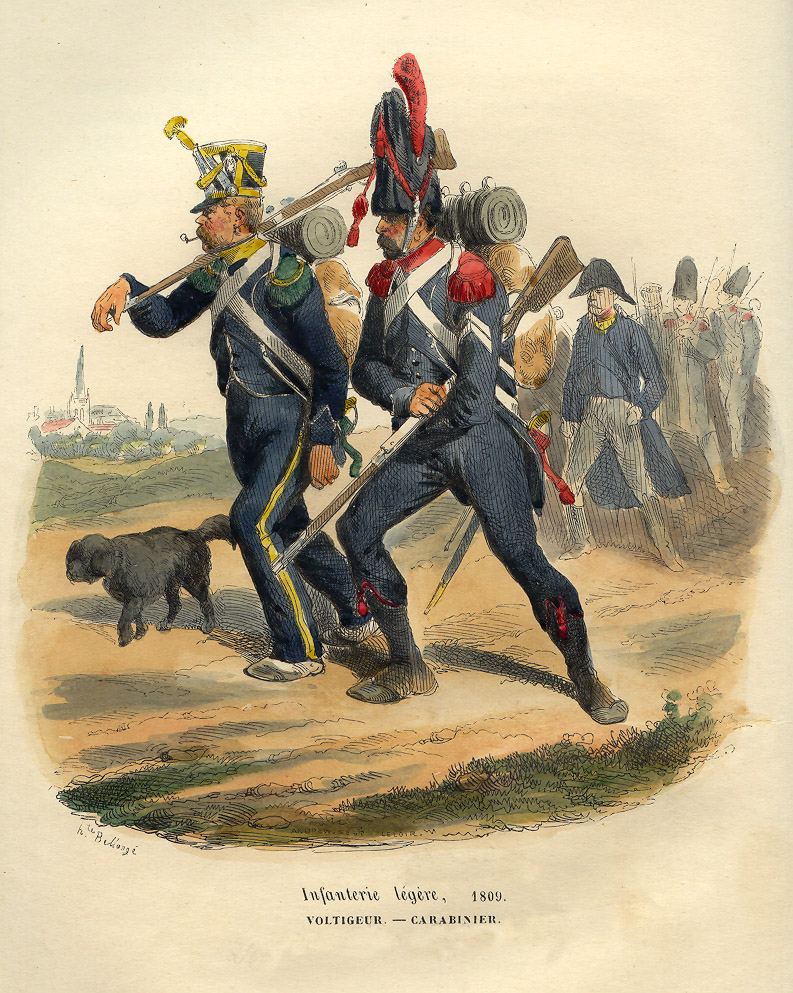
Dois soldados de infantaria leve franceses: carabineiro à direita e voltigeur à esquerda. Gravura de dois soldados armados com mosquetes, vestindo casacos azuis com cintos brancos cruzados e calças azuis. Um usa um chapéu de pele com dragonas vermelhas, enquanto o outro ostenta um shako com detalhes amarelos e dragonas verdes.

Campoverde demorou a aproveitar a oportunidade para causar problemas. Soube do golpe de Rovira em 12 de abril, mas só pôs seu exército em movimento no dia 20. Nesse dia, partiu de Tarragona com 6.000 soldados de infantaria e 800 de cavalaria pertencentes à divisão do general Pedro Sarsfield e parte da divisão de Eroles. Sua força só chegou a Vic em 27 de abril e só se aproximou de Figueres no início de maio. Com os miquelets que permaneceram do lado de fora da fortaleza, Rovira manobrou para se juntar aos soldados regulares espanhóis de Campoverde. Além da guarnição de Sant Ferran, os 6.800 homens de Campoverde, os 2.000 miquelets de Rovira e os 2.000 soldados de Eroles estavam disponíveis para romper o bloqueio francês. O historiador Digby Smith atribuiu aos franceses 20.000 homens,, mas Oman afirmou que os franceses estavam em menor número na batalha que se aproximava.
D'Hilliers bloqueou Sant Ferran com duas divisões. A divisão de Quesnel contava com dois batalhões do 23º Regimento de Infantaria Leve, três batalhões do 79º Regimento de Linha, um batalhão do 93º Regimento de Linha além do 29º Regimento de Caçadores a Cavalo. Plauzonne liderava quatro batalhões dos 3º e 67º Regimentos de Linha, três batalhões do 11º Regimento de Linha e um batalhão do 16º Regimento de Linha Leve. A divisão de Sarsfield incluía elementos dos Regimentos de Infantaria Caçadores de Valência, Girona, Granadeiros, Hibernia, Santa Fé, 1º de Savoia, 2º de Savoia e Zaragoza.
Em 3 de maio de 1811, auxiliada por um desvio dos guerrilheiros de Rovira no lado norte, a divisão de Sarsfield penetrou as linhas francesas no lado sul, perto de Figueres. As tropas de Eroles saíram da fortaleza e, juntamente com Sarsfield, atacaram Figueres, que estava sob o controle do 3º Regimento de Infantaria Leve. Após uma luta prolongada, os franceses concordaram em negociar com os espanhóis, mas ganharam tempo enquanto negociavam os termos da rendição.  Nesse momento, vários artilheiros espanhóis e um comboio de suprimentos começaram a entrar na fortaleza. Enquanto isso, d'Hilliers reuniu o grosso de suas tropas em uma formação concentrada. Aproximando-se por uma área protegida por oliveiras, os franceses atacaram Sarsfield pela retaguarda e deixaram seu comando em confusão. Uma carga de cavalaria dispersou dois regimentos de Sarsfield e ele foi forçado a recuar. Eroles recuou para dentro de Sant Ferran. Campoverde não interveio na luta com suas reservas. Embora os artilheiros tenham entrado na fortaleza e conseguido guarnecer muitos de seus canhões, a maior parte do comboio foi capturada pelos franceses, incluindo um grande rebanho de ovelhas.
No combate, os franceses perderam 400 homens mortos e feridos. As perdas espanholas ultrapassaram 1.000 mortos, feridos e capturados. Os 3º e 23º Regimentos franceses perderam um oficial morto e quatro feridos cada. Nas demais unidades, um oficial foi morto e cinco feridos. Logo depois, Campoverde soube que as colunas de Suchet estavam se aproximando de Tarragona. Como o importante porto era mantido apenas pela divisão do General Juan de Courten, o comandante espanhol retirou-se imediatamente de Figueres. Ele ordenou que Sarsfield, com 2.000 soldados de infantaria e cavalaria, ameaçasse a estrada de suprimentos de Suchet para Lérida. Levando 4.000 soldados de infantaria, Campoverde marchou para Mataró, carregou os homens a bordo de navios e navegou para Tarragona.

## Cerco

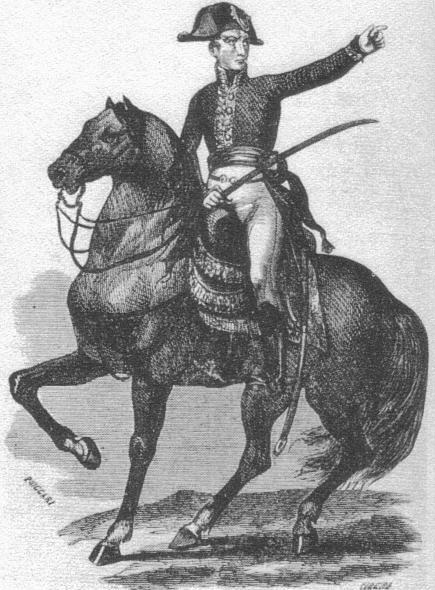
Barão de Eroles. Gravura em preto e branco de um homem a cavalo, segurando um sabre e apontando para a direita do observador. Ele veste um casaco escuro do início do século XIX, calções brancos, botas pretas e um chapéu bicorne usado de um lado para o outro.

Antes que d'Hilliers pudesse restabelecer o bloqueio, Eroles deixou a fortaleza com várias centenas de soldados. Isso deixou Martínez para defender Sant Ferran com 3.000 miquelets, um batalhão do Regimento de Infantaria Ultonia e dois batalhões de cada um dos Regimentos de Infantaria Antequera e Voluntários de Valência. Havia cerca de 1.500 soldados regulares espanhóis no total. O restante da divisão de Plauzonne chegou em maio. MacDonald trouxe algumas tropas de Barcelona e assumiu o comando de d'Hilliers. No final de maio, mais de 15.000 soldados imperiais franceses estavam reunidos diante de Figueres. MacDonald começou a construir um extenso sistema de obras de cerco projetado para manter a guarnição dentro e qualquer força de socorro potencial do lado de fora.
Em 28 de junho de 1811, o Cerco de Tarragona chegou ao fim quando as tropas de Suchet invadiram com sucesso a cidade alta. Os defensores espanhóis perderam de 6.000 a 7.000 mortos e tiveram 8.000 capturados no desastre. Os franceses sofreram 4.300 baixas.  Suchet completou sua vitória invadindo uma importante base guerrilheira na Batalha de Montserrat, em 25 de julho de 1811.
Enquanto isso, Martínez manteve uma forte defesa de Sant Ferran durante maio, junho e julho. Ele colocou sua guarnição em regime de meia ração para garantir suas provisões. Rovira foi a Cádis implorar por ajuda à Junta Suprema Central Governante do Reino, mas esta não pôde oferecer nada. MacDonald completou suas linhas de circunvalação, levando sua artilharia a um raio de 450 m da fortaleza. No entanto, ele nunca tentou romper as muralhas de Sant Ferran. Em vez disso, esperou que a fome obrigasse os defensores a desistirem. Enquanto isso, suas próprias tropas foram devastadas pela malária e pela disenteria em seus acampamentos insalubres durante os meses de verão.

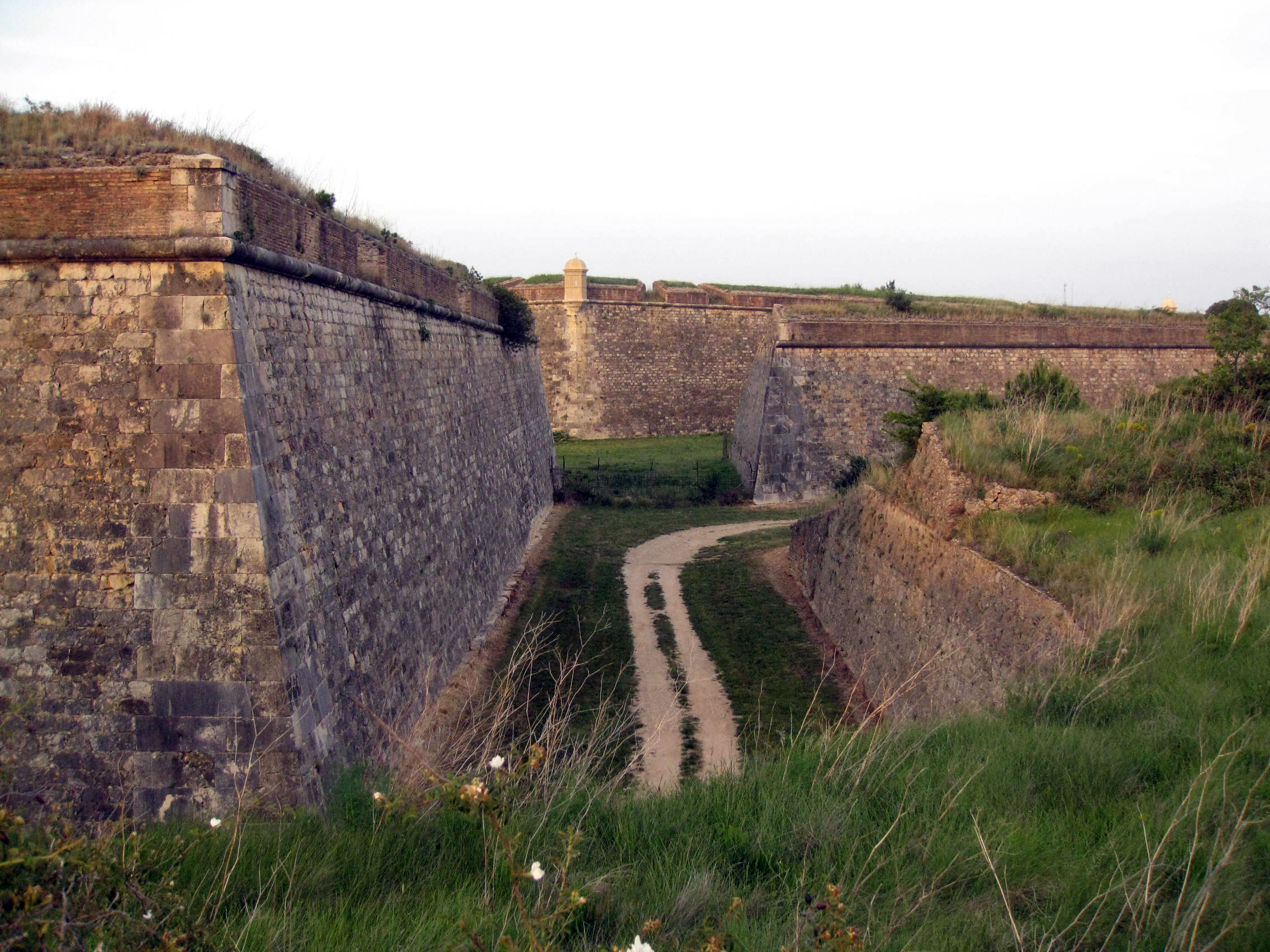
A vista da Fortaleza de Sant Ferran mostra a cortina à esquerda, o fosso no centro e a contraescarpa à direita. A foto mostra uma muralha de pedra com 6 a 9 metros de altura à esquerda. À direita, há uma muralha de pedra com 3 metros de altura. No meio, há uma área baixa com uma trilha.

Nessa época, Macdonald liderava um exército sitiante de 15.000 homens. A divisão de Quesnel estava organizada conforme mencionado anteriormente. Plauzonne liderava quatro batalhões da 3ª Divisão Ligeira, três batalhões do 11º Regimento de Linha e um batalhão da 32ª Divisão Ligeira. A divisão de Maurice Mathieu era composta por três batalhões do 5º Regimento de Linha, dois batalhões do 1º Regimento de Nassau e um batalhão de cada um dos 18º Regimento Leve, 23º Regimento de Linha e 56º Regimento de Linha. A brigada do Coronel Jean-Martin Petit incluía quatro batalhões do 67º Regimento de  Linha e um batalhão de cada um dos 16º e 81º Regimentos de Linha. A brigada do General de Brigada Simon Lefebvre contava com um batalhão de cada um dos 8º Regimento Leve, 37º Regimento de Linha, 60º Regimento de Linha, 2º Regimento Suíço, Regimentos de Infantaria da Vestfália e de Würzburg, além de três batalhões provisórios.
Em 17 de julho de 1811, Martínez expulsou 850 prisioneiros da fortaleza sem insistir em uma troca. Os homens famintos relataram aos sitiantes que quase não haviam recebido comida nos últimos dias antes de sua libertação. Os espanhóis, no entanto, mantiveram Guillot e seus oficiais como reféns úteis. MacDonald interpretou isso como um sinal de que os espanhóis poderiam se render rapidamente, mas Martínez se manteve firme até meados de agosto. O comandante espanhol sabia da catástrofe de Tarragona e percebeu que o socorro era inútil, mas decidiu resistir até o último momento. Em meados de agosto, os defensores haviam comido todos os cavalos, cães e ratos, restando apenas três dias de comida.
Martínez planejou uma fuga na noite de 16 de agosto. Rovira, que havia retornado de Cádiz, ameaçou o lado norte das obras de cerco de MacDonald com 2.000 guerrilheiros. No entanto, uma força francesa expulsou seus homens da área. Assim que a noite caiu, Martínez lançou uma coluna concentrada de suas tropas mais aptas contra as linhas de cerco do sudoeste. A coluna espanhola ultrapassou os piquetes e a linha de postos avançados, mas os soldados foram imobilizados por um denso abatis. Enquanto estavam presos nessa posição incômoda, duas baterias francesas abriram fogo contra a coluna. Após sofrerem 400 baixas, os sobreviventes fugiram de volta para a fortaleza. No dia seguinte, d'Hilliers enviou um oficial sob uma bandeira de trégua ao forte e Martínez concordou em se render após distribuir suas últimas rações. Em 19 de agosto de 1811, a guarnição espanhola marchou e depôs suas armas.
Durante o cerco, 4.000 soldados franceses morreram, a maioria de doenças. Na guarnição espanhola, 1.500 morreram, 1.000 ficaram doentes no hospital e 2.000 marcharam para o cativeiro. Quando MacDonald encontrou Juan Márquez entre os prisioneiros, imediatamente mandou enforcar o infeliz jovem nas muralhas da fortaleza. Os irmãos Pons escaparam com Eroles e um deles sobreviveu até 1850 com a patente de general de brigada.

## Consequências

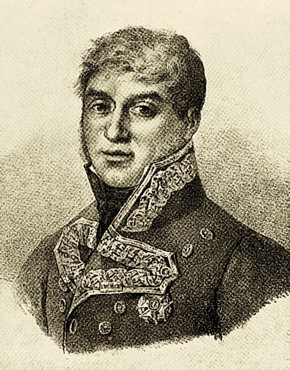
Luis Roberto de Lacy. Gravura de um jovem com um casaco militar de gola alta do início do século XIX.

Embora o cerco tenha terminado em rendição, tanto Rovira quanto Martínez prestaram excelentes serviços à Espanha, mantendo o VII Corpo de Exército ocupado durante todo o verão. MacDonald e d'Hilliers não conseguiram enviar um único soldado para ajudar Suchet na captura de Tarragona, a próxima batalha da Guerra Peninsular. Em 10 de julho de 1811, Campoverde foi substituído como Capitão-General na Catalunha por Luis Roberto de Lacy. De acordo com o historiador Oman, a "miserável ineficiência" de Campoverde foi em grande parte culpada pelos desastres de 1811. Embora impopular, o novo comandante iniciou uma vigorosa campanha com as poucas tropas restantes na Catalunha. Em agosto, ele invadiu a Cerdanha Francesa, provocando a fúria de Napoleão.
Em setembro, Lacy reorganizou o Exército da Catalunha, com 8.000 homens, em três divisões fracas, sob o comando dos generais Eroles, Sarsfield e Francisco Milans del Bosch. Com a ajuda da Marinha Real Britânica, Lacy tomou as Ilhas Medes na foz do rio Ter em 12 de setembro. Em outubro, ele aniquilou uma série de pequenas guarnições francesas na Batalha de Cervera. Essa derrota forçou os franceses a retirarem as tropas que ocupavam Montserrat. MacDonald foi chamado de volta em 28 de outubro e substituído pelo General de Divisão Charles Mathieu Isidore Decaen. A reputação do marechal foi manchada por seu desempenho decepcionante na Espanha.

## Links externos
- Media relacionados com Cerco de Figueras no Wikimedia Commons